# チャーリー・ワッツ
チャールズ・ロバート・ワッツ（Charles Robert Watts, 1941年6月2日 - 2021年8月24日）は、チャーリー・ワッツ(Charlie Watts)として知られるイングランドのミュージシャン。ロックバンド、ローリング・ストーンズのドラマー。デビュー以来、ミック・ジャガー、キース・リチャーズと共に在籍し続けたオリジナルメンバーの1人。ジャズに影響を受けた独特のドラミングで、ストーンズの独自性溢れる音作りを永年にわたって支えた。また、自ら率いるジャズ・バンドでも活動しアルバムも発表している。「ローリング・ストーン誌の選ぶ歴史上最も偉大な100人のドラマー」に於いて第12位。また、「LA Weekly誌の選ぶ歴史上最も偉大な100人のドラマー」に於いて第3位。

## 経歴
1941年、イギリス国鉄でトラック運転手として働く父・チャールズと母・リリアンとの間にロンドン北西部のブルームスベリーに生まれ、妹のリンダと共にイズリントン及びキングスベリーにて育つ。

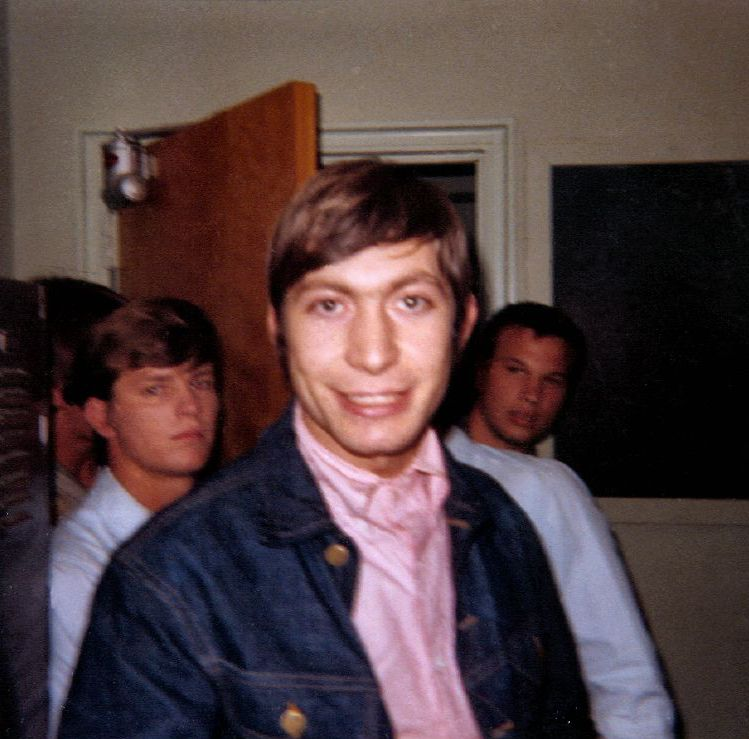
若き頃のワッツ（1965年）

1953年、従兄弟が持っていたサックス奏者のアール・ボスティックの『フラミンゴ』を聴いたのがきっかけでジャズに興味を持ち始める。初めて買ったレコードはビリー・エクスタインだった。1955年に両親からドラムセットを贈られたワッツは、ジャズのレコードを収集しながらドラムを練習し、17歳の頃からジャズ・クラブに出入りするようになる。学生時代は美術、フットボール、クリケットにも才能を発揮した。1960年までハロウ・アート・スクール（現・ウェストミンスター大学）に在籍しており、この頃からワッツはクラブなどで演奏を始める。その後、広告会社に就職しグラフィックデザイナーとして勤務する一方、ローカル・バンドに参加しカフェやジャズ・クラブなどで演奏する日々を送る。このため、ストーンズのオリジナル・メンバーの中ではブライアン・ジョーンズと並んで最も長い活動歴を持っていた。
複数のバンドで活動していく過程で、ワッツは1959年にアレクシス・コーナーとの交流を始める。1961年ドラムの演奏技術を評価したコーナーが結成したバンド、ブルース・インコーポレイテッドへの加入依頼を受けたが、ワッツは仕事の関係でデンマークに滞在していた為、これを断っている。しかし翌年1962年にロンドンへ戻った際に再び依頼を受けて承諾。単一のバンドへの長期在籍した経験がなかった彼にとって、ブルース・インコーポレイテッドは初の専属バンドとなった。同年、同バンドに参加したブライアン・ジョーンズや、ミック・ジャガー、キース・リチャーズと知り合う。特にリチャーズとの出会いは、ジャズ一辺倒だった彼がシカゴ・ブルースやR&Bといったジャズ以外の黒人音楽に関心を持つ契機となった。
やがてワッツはジンジャー・ベイカーに席を譲ることを申し出てブルース・インコーポレイテッドを脱退した。1963年にメンバーからの説得により、ローリング・ストーンズのデビューのわずか数ヶ月前に加入。彼はストーンズに加入した際、「数ヶ月か、もって2年かそこらで終わるだろう」と推測したのでメンバーになったと語っている。
1964年10月14日に、シャーリー・アン・シェパードと結婚。まだストーンズの活動が軌道に乗る以前のことであった。ストーンズ初の全米ツアー中に、寂しくて泣いたという愛妻家の一面も持っていた。1968年3月18日には、娘のセラフィーナを授かっている。1960年代から1970年代には「サティスファクション」「ジャンピン・ジャック・フラッシュ」「ホンキー・トンク・ウィメン」「ブラウン・シュガー」「ダイスをころがせ」「悲しみのアンジー」などの名曲でドラムスを担当した。
1980年代にはヘロイン中毒に陥り、同時期にアルコール依存症も患っている。その影響で『ダーティ・ワーク』の録音は困難を極め、発売後のツアーも行なわれなかった。当時の逸話のひとつに「こいつが飛ぶかどうか試そう」と言ってテレビをホテルの7階から投げ捨てたというものがある。

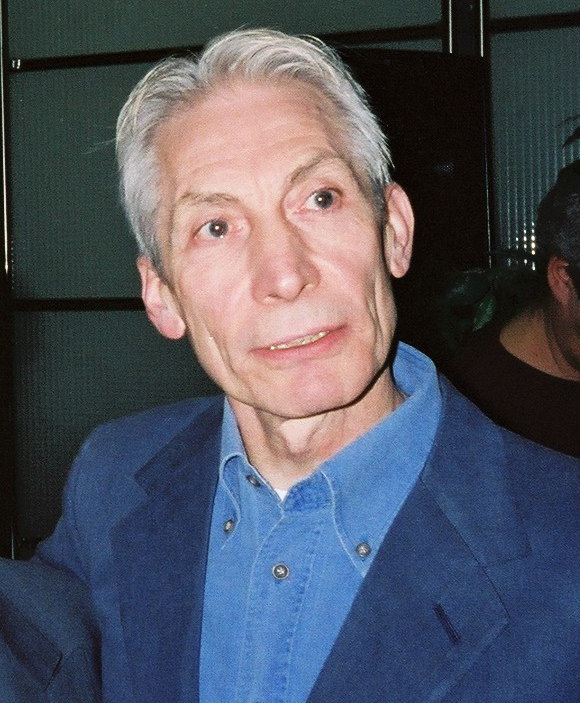
還暦を迎えた頃（2001年）

1986年より、ソロワークとして自らのジャズ・バンドを率いて精力的な活動を展開している。2000年にはジム・ケルトナーと共同で、敬愛するジャズ・ドラマーへのトリビュート・アルバムを発売した。2001年秋には、チャーリー・ワッツ・アンド・ザ・テンテットとして日本公演も行なっている。
2004年6月に喉頭癌と診察され、放射線治療を行った。以来癌は小康状態だった。
2021年8月24日、ロンドン市内の病院で死去。80歳没。
同日、エルトン・ジョンや元ビートルズのポール・マッカートニー、リンゴ・スターらが追悼の意を表した。
ワッツの死後、ストーンズは正式なドラマーを置かず、スティーヴ・ジョーダンをサポートメンバーに据えて現在に至る。

## 人物
女性関係や薬物などのワイルドなパブリックイメージが強いストーンズの中にあって、唯一初婚を貫き、スーツ姿の似合う英国紳士然とした風貌を持つ。しかしながら、若き日々には熱血漢としての逸話も多かった。長髪隆盛期だった1960年代末頃から1970年代にかけて、敢えて丸刈りにしたこともある。
ステージではミック・ジャガーとは対照的に感情をあまり表に出さず、涼しげな顔で独特のドラム・フレーズを叩き出す姿が、音楽雑誌のライブ・レポートに毎回のように取り上げられている。かつて、レコーディングの遅れに業を煮やしたリチャーズが、24時間ぶっ通しのスタジオ篭りを決行した際には、他のメンバーが付き合いきれず次々と帰ってしまう中、24時間後に残っていたのはワッツのみであり、水ぶくれが潰れて手に血が出ても顔色ひとつ変えずにドラムを叩いていたという。このためリチャーズからは絶大な信頼を得ている他、こうした人柄から1990年代以降のツアーでは、メンバー紹介の際にメンバーたちから崇められるといった場面もある。特に2005年から行われた「ア・ビガー・バンツアー」では小康状態だったものの、癌治療中であるにもかかわらずツアーを断行したため、観客からはとりわけ大きな歓声があがった。音楽プロデューサーの宇都宮一生は、ワッツがストーンズの要であると評価している。

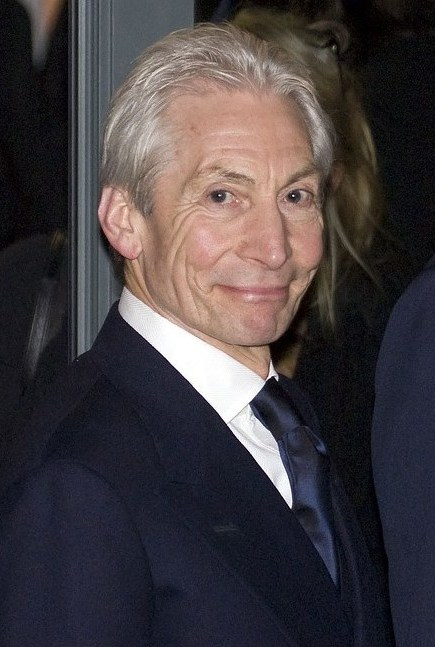
ベルリン国際映画祭にて（2008年）

前述の通り、プロ・ミュージシャンになる以前はグラフィックデザイナーだった経歴を持っている。現在もストーンズのステージ・セットのデザインをデザイナーのマーク・フィッシャーやジャガーと共に手掛けている他、Tシャツなどグッズのデザインチェック等にもジャガーと共に携わっている。また、ツアーの際に初めて泊まるホテルの部屋の内装をスケッチするという。
ロックバンドの一員として活動しているが大変ジャズ志向が強く、ソロワークについても全てジャズに関するものである。「今でも自分はジャズ・ドラマーだと思ってる。ジャズ・ドラマーがたまたま世界一のロックバンドに入ってるって事だよ」「ロックは子供の音楽だ」などと公言して憚らない一面もある。2010年にオーストリアのOsterreich紙のインタヴューでは「ビートルズのファンになった事はない。リンゴ・スターのファンだ。でも音楽は違う。それに『エルヴィスは嫌い』だった。指針にしようなんて思った事はない。ビートルズ、エルヴィスはノー。マイルスはイエスだ」と語っている。
1989年以降ストーンズが再び精力的にワールド・ツアーを行うようになると、記者会見やインタビューなどでストーンズが今後もツアーを続けるかと問われる度に、ジャガーやリチャーズが肯定的に発言するのに対し、毎回のように今回が最後だと発言している。それでもストーンズのメンバーであることに対し「ストーンズが明日なくたって生きていける。だけどそうしようとは思わないね」「僕はただこのバンドでドラムを叩くのが好きなだけなんだ」というコメントも残しており、バンドへの愛着は随所で窺える。しかしながら21世紀に入った現在、自身が喉頭癌であることが発覚して以降、ストーンズの新曲発表からワールド・ツアーといった長期的な活動については否定的なコメントをしており、「家族との時間を大切にしたい」「（2014年のツアーについて）この年齢でこんな大規模なツアーを行う事自体馬鹿げてる」とも語っている。こうした発言が多くなっているためか、近年は、ストーンズを脱退するのではないのかと噂されることもあった。
ワッツのジャズ愛好ぶりはストーンズのサウンドにも影響を与えた。レコーディングに大物のジャズ・ミュージシャンが度々ゲスト参加しているが、これはワッツの意見によるところが大きいと言われている。『刺青の男』レコーディング時に、ジャガーが最高のサックス・プレイヤーは誰かと尋ねてきたのでソニー・ロリンズの名前を挙げると、後日ニューヨークのスタジオをロリンズが訪れたという。『ブリッジズ・トゥ・バビロン』にはウェイン・ショーターが参加しており、直後のツアーのエドワード・ジョーンズ・ドーム公演ではたまたまセントルイスの街に居たジョシュア・レッドマンがゲスト出演している。また、ストーンズのツアー中であるにもかかわらず、訪れた街でジャズ・クラブなどに足を運んでは、飛び入りで演奏することもある。日本のジャズ雑誌も定期購読している。日本語は解さないものの、写真を見たりすることで誰がどれくらい人気があるか見当はつくらしく、各レコード会社が出している広告を眺めるのも楽しみにしており、来日した際にはその雑誌の広告やレビューでチェックしたアルバムのリストを見せ「これらのCDはどこで買えるのかな？」と逆にマスコミを質問攻めにしたこともある。
趣味は園芸。牧場も所有しており、休日には妻と乗馬を楽しんだという。

## ドラム・スタイル

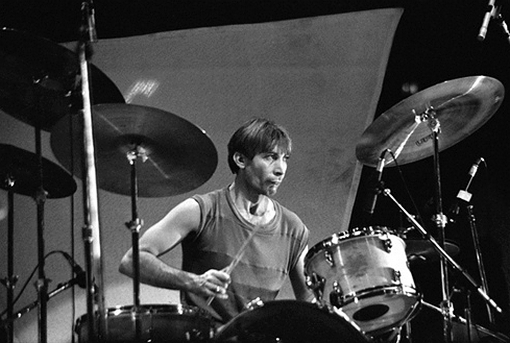
全盛期のプレイ（1981年）

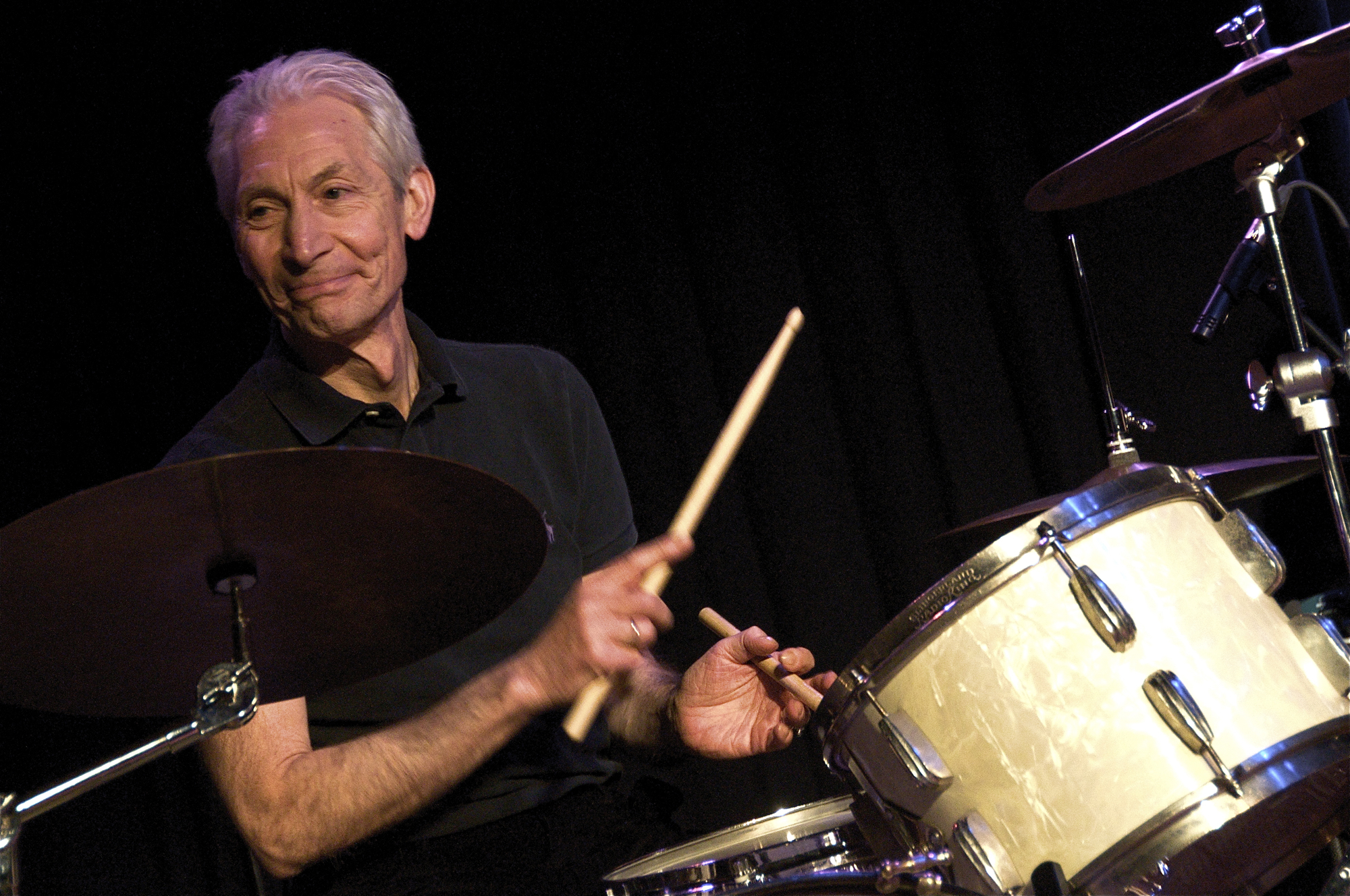
近年のプレイ（2010年）

ワッツのドラミングは特徴的である。通常のドラマーは8ビートではハイハットを連打し続けるが、彼の場合はスネアドラムのサウンドをより鮮明に浮き立たせるため、左手でスネアを叩く時はハイハットを叩かなかった（ただし、曲によっては連打する場合もある）。省エネ奏法と呼ばれるこのプレイスタイルこそがストーンズ独特のグルーヴを生み出したという声も数多い。本人は「僕も指摘されるまで、自分がそう叩いてる事に気が付かなかったよ」と語っており、自身の手癖がそのまま定着したものと思われる。左手はスティックをレギュラーグリップで握っている。ストーンズとしてデビューしてからしばらくの間は、周りの勧めもあってマッチドグリップを使って叩いていたが、どうしても馴染めず1967年頃からレギュラーグリップに戻した。フィルインやシンバルの使い方にも彼の独自性を見出すことが出来た。
デビュー当初はラディック製のドラムセットを使っていたこともあるが、1970年のツアーからグレッチ製のドラムセットを使用するようになる。1978年頃のツアーから1957年製のグレッチのドラムセットを愛用しており、1バス・1タム・1フロアというシンプルな構成であるが、左側（向かって右）のクラッシュ・シンバルにチャイナ・シンバルを使っているのが特徴的。スネアドラムは晩年はdw製のスネアドラムを使用していた。楽器は衣装が見える様に低くセッティングされる。スティックはヴィックファース製の14.9×406サイズの物を使用。チップはティアドロップ型で、ジャズ・セッションも多くこなす関係上、繊細な音を出すためにサイズは小さめである。同社より自身のオリジナル・モデルも発売されている。
キース・リチャーズはワッツのドラムに全幅の信頼を寄せており、「チャーリーでなければローリング・ストーンズとは呼べない」など賞賛のコメントを数多く語った。ワッツもまた「キースの音さえ気にしていれば、バンド全員の音にまで気を配る必要はない。僕は彼のギターに従うまでさ」と述べている。
前述の通りジャズ志向が強く、尊敬するドラマーもトニー・ウィリアムスやバディ・リッチ、アート・テイラーなどを初めとしたジャズ畑の人物が多いが、今まで出会った中で最高のドラマーを訊ねられた際にはジョン・ボーナムであると即答している。

## ストーンズからの脱退騒動
2009年9月2日、現地時間の午前10時にオーストラリアの音楽サイトUndercover.com.au内にて、ワッツがストーンズを脱退するという記事が掲載され話題を呼んだ。内容は「関係者の話として、チャーリーはもう2度とバンドとツアーやレコーディングをしない。ストーンズは彼の代わりにキース・リチャーズのソロ・プロジェクトでプレイしているセッション・ドラマー、チャーリー・ドレイトンを迎えることを考慮している」というものであった。

しかしストーンズのスポークスマン、フラン・カーティスは翌日に彼の脱退を否定する声明を発表している。これに対しUndercover.com.auは、Sunday Herald紙の報道を受け「ストーンズには否定の前歴がある。ビル・ワイマンが脱退した時も認めるのに18カ月かかった。当時バンドは活動休止期間で、ただ単に彼の脱退を否定した。しかし活動を再開したときビルはいなかった」「今回もチャーリー脱退を否定するのは間違いない」「時間は我々の味方だ」と強気の姿勢を示した。

そもそもこの記事は、時期を同じくして報道された1969年のブライアン・ジョーンズ死亡事件の再捜査の噂に端を発し、新たな模造された噂話に過ぎないとの意見もあった。
一方で、晩年のワッツは「本当はツアーに出る事に対して気が重い。家を離れたくないけど、そうなるとドラムが叩けない。そのジレンマに揺れてるんだ」と常に語っており、『ア・ビガー・バン』のツアー時もキース・リチャーズの説得でようやく参加することに応じた、という経緯がある。それだけに、ネット上でもかなり信憑性のある情報としてツイッターやブログなどで紹介され、「チャーリーのドラム抜きにストーンズがライヴ活動を続けることは、バンドが無くなったも同じ」とバンドの活動再開を危ぶむ声も少なくなかった。

2010年2月には、オーストリアのOsterreich紙のインタビューで、「正直言って、明日ストーンズが終わりを迎えたとしても僕は全然構わない」というコメントも残している。
2010年5月にも、Sunday Herald紙がワッツ脱退を報じている。同紙は関係者の話として「チャーリーはこれ以上ストーンズのツアーに参加する気はなく、代わりにキース・リチャーズのバック・バンドのドラマー、スティーヴ・ジョーダンが後釜として加入するらしい」と掲載した。しかしながらThe Guardian紙によると、翌朝カーティスはこれを否定する声明を発表したという。ワッツは、「アルバム『メイン・ストリートのならず者』リマスター盤のリリースや映画『Stones In Exile』のDVD発売というバンドの最新プロジェクトをプロモートするため、インタビューを受けている最中」であり、バンド・メイトと共に「アルバムのUKチャート1位獲得を祝っているところだ」という。
一説では、彼はストーンズを完全に脱退したわけではなく、レコーディングには参加するものの、ツアーに出るつもりはないとの話もあった。本人は2010年9月、フランスのLe Parisien紙に「我々はそれについて話し合ってるところだ。何かしらの動きは来年か再来年になるだろう。みんな先の未来の事はあまり見通せない年齢になったから」と語っている。
2012年から2013年にかけ、ワッツは再びストーンズとしてステージに立ち、イギリスとアメリカで結成50年を祝ってコンサートを行った。2013年の夏には、世界的な人気フェスとして有名であるグラストンベリー・フェスティバルに3日間、44年ぶりとなるロンドンのハイド・パークでそれぞれ公演を行った。彼は当初、これらのライヴに乗り気ではなかったが、終了後は「泥だらけのグラストンベリーで夜プレイするなんて反対だったけど、あれはやるべきだった。7月の週末、UKで3回やったけど、天気も観客も素晴らしくて（グラストンベリー、ロンドン）両方とも楽しかった。つべこべ言うなって事、学ばないとな。僕のいつものパターンだよ」と語った。

## ディスコグラフィ

### リーダー・アルバム
- 『ライヴ・アット・フルハム・タウン・ホール』 - Live at Fulham Town Hall (1986年、CBS) ※チャーリー・ワッツ・オーケストラ名義
- 『フロム・ワン・チャーリー〜チャーリー・パーカー・トリビュート』 - From One Charlie (1991年、UFO) ※チャーリー・ワッツ・クインテット名義
- A tribute to Charlie Parker with strings (1992年、The Continuum Group, Inc) ※チャーリー・ワッツ・クインテット名義
- 『ウォーム&テンダー』 - Warm & Tender (1993年、Continuum)
- 『ロング・アゴー&ファー・アウェイ』 - Long Ago & Far Away (1996年、Pointblank/Virgin)
- 『チャーリー・ワッツ ジム・ケルトナー・プロジェクト』 - Charlie Watts Jim Keltner Project (2000年) ※チャーリー・ワッツ・アンド・ジム・ケルトナー名義
- Watts at Scott's (2004年、Black Box/Sanctuary)
- The Magic of Boogie Woogie (2010年、Vagabond) ※アクセル・ツヴェインゲンブルガー、デイヴ・グリーン、チャーリー・ワッツ名義
- 『チャーリー・ワッツ・ミーツ・ザ・ダニッシュ・ラジオ・ビッグ・バンド〜ライヴ・アット・ザ・ダニッシュ・ラジオ・コンサート・ホール、コペンハーゲン 2010』 - Charlie Watts Meets The Danish Radio Big Band (2017年、Impulse!)